# Догла
Догла (Leoger) — це гібрид великих кішок між самцем леопарда і самкою тигра.
Індійський фольклор стверджує, що поява дитинчати від тигра і леопарда цілком природна. Є деякі документи: «Його голова і хвіст були, як у чорного леопарда, але тіло, плечі були тигра. Окраси леопарда і тигра злились в один, смуги були чорними, широкими і довгими, на деяких частинах тіла було видно цятки».
У 1970-х Делійський зоопарк заявив, що у них з'явилось дитинча догла, але ця інформація не підтвердилась[джерело не вказане 1726 днів].